# 中国新闻摄影学会
中国新闻摄影学会是中华人民共和国新闻摄影工作者组成的全国性、专业性、非营利性社会团体，由中华全国新闻工作者协会主管。